# کینگزلی اوبیکوو

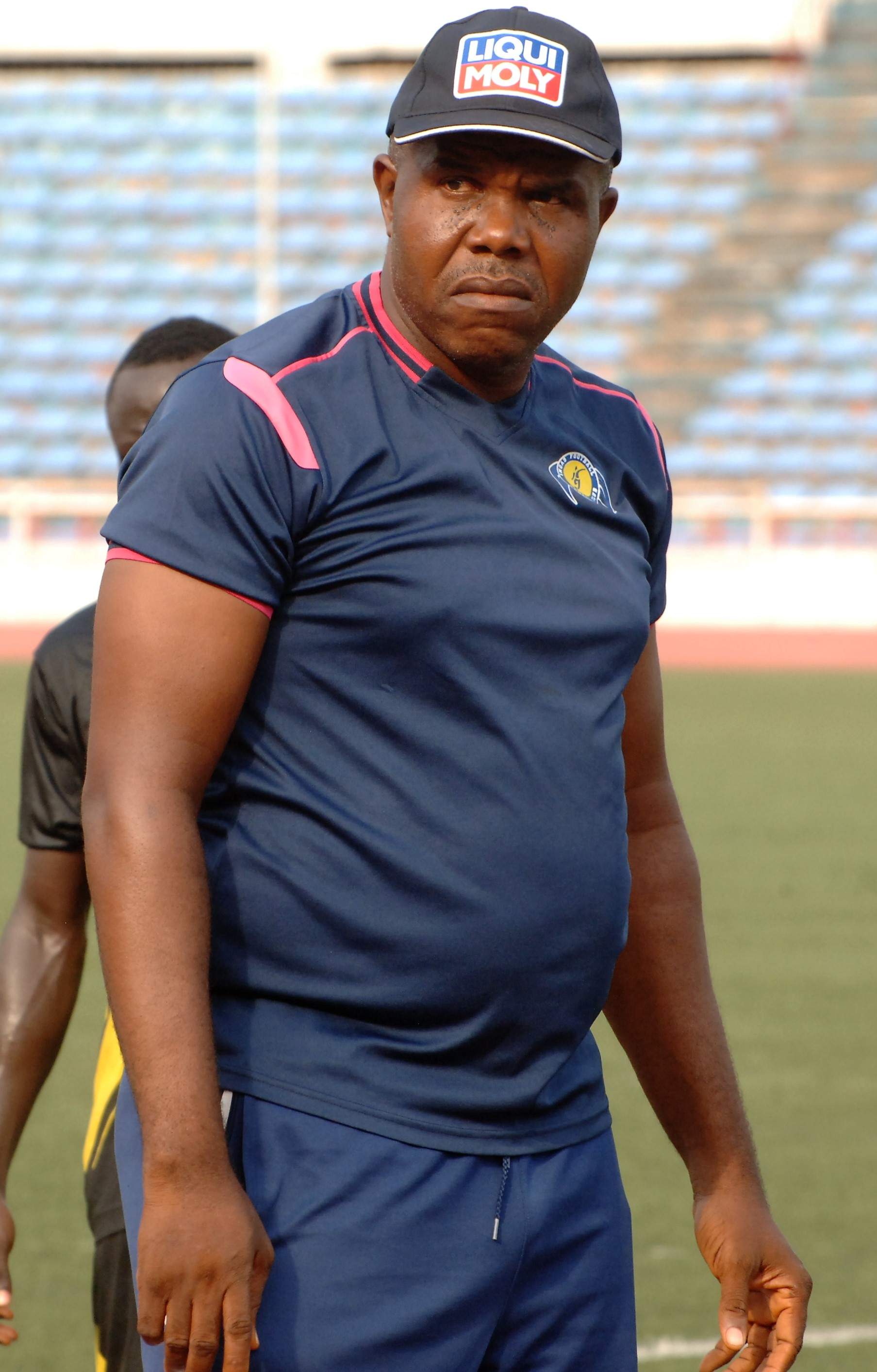
کینگزلی اوبیکوو در سال ۲۰۱۰

کینگزلی اوبیکوو (انگلیسی: Kingsley Obiekwu؛ زادهٔ ۱۲ نوامبر ۱۹۷۴) بازیکن فوتبال اهل نیجریه است.
از باشگاه‌هایی که در آن بازی کرده‌است می‌توان به باشگاه فوتبال گو اهد ایگلز، باشگاه فوتبال شباب الاهلی امارات و باشگاه فوتبال المصری اشاره کرد.